# Битва при Лоді

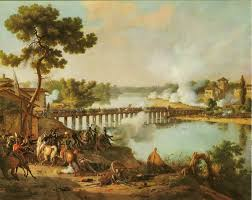
Битва при Лоді

Битва при Лоді відбулася 10 травня 1796 року між французькою армією Наполеона Бонапарта, та ар'єгардом австро-італійських сил під командуванням Карла Філіпа Себоттендорфа біля містечка Лоді в Ломбардії. Завершилась перемогою французів, однак австрійцям вдалось зберегти основні свої сили та відступити. За словами самого Наполеона, ця битва була найвеличнішою й найуспішнішою його операцією на той час. Саме вона започаткувала серію перемог французів у італо-австрійській компанії.

## Напередодні битви
Австрійська армія під командуванням Больє відступала північним берегом ріки По. ЇЇ переслідувало французьке військо, пересуваючись в основному південним берегом. В околицях міста Лоді австрійці натрапили на притоку По, річку Адду, через яку основній частині військ вдалось переправитись.

## Хід бойових дій
Проте австрійський авангард під командуванням Вукасовича не встиг перейти на протилежний берег, і 10 травня о 9 ранку його атакував ар'єгард французів. Австрійці почали відступати в напрямку Лоді, де їх взялась переслідувати французька кавалерія. Тим часом основна частина австрійських сил встала в оборону вздовж Адди. У цій позиції у австрійців налічувалося близько 30 гармат, 12000 піхотинців, 4000 кавалеристів, 10000 бійців котрі відступали на Кассано та 8000 вже розбитих біля Фомбіо. Загалом австрійська армія налічувала 35-36 тисяч воїнів.
Наполеон вирішив провести наступ на позиції противника у той самий день для того, щоб відрізати дивізію яка відступала до Кассано, та для того, щоб використавши елемент неочікуваності, внести сум'яття й хаос у ряди австрійців.

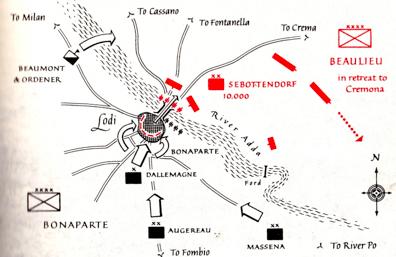

Оскільки підрозділи французів знаходились під постійним обстрілом австрійських гармат, Наполеон вирішив відволікти противника: він наказав генералу Бомону, командиру кавалерії, піднятися вище річкою і перейшовши її вбрід відкрити легкий вогонь по противнику. В цей час колона французької піхоти чисельністю в 3000 бійців, вистроїлася біля мосту, таким чином, щоб знаходитись ближче до ворожої артилерії аніж австрійські солдати, які використовували рельєф щоб вберегти себе від французьких ядер. Усі свої гармати Наполеон розташував по праву руку від мосту, та поставив задачу вести вогонь по артилерії противника.
Використавши такий маневр, й помітивши хвилювання у війську противника, спричинене наступом кавалерії з правого флангу, а також послаблення вогню з того берега, Наполеон наказав колоні гренадерів швидким маршем форсувати ріку. Завдяки цьому несподіваному й нестримному наступу французи повністю зім'яли противника, взявши 2500 полонених, захопивши всі гармати й змусивши залишки австрійських військ втікати на Кремону в табори союзників.

## Наслідки битви
Як потім напише сам головнокомандувач: «Це була найуспішніша й найблискучіша військова операція, протягом усієї італійсько-австрійської компанії, а можливо і за весь час проведення бойових дій». Внаслідок цього стратегічного ходу, французи втратили тільки 200—250 воїнів, а австрійських бійців загинуло близько 2000. Остаточним наслідком цієї битви стало завоювання Наполеоном Ломбардії.